# Cupid's Target
Cupid's Target è un cortometraggio muto del 1915 diretto da Jerold T. Hevener e prodotto dalla Lubin.

## Trama
Innamorato di Mary, Bobby cerca un lavoro per avere il denaro per comperarle dei fiori. L'unico lavoro che trova è quello di fare da bersaglio ai lanci delle palle da baseball.

## Produzione
Il film fu prodotto dalla Lubin Manufacturing Company.

## Distribuzione
Distribuito dalla General Film Company, il film - un cortometraggio di 180 metri - uscì nelle sale USA il 19 gennaio 1915. Nelle proiezioni, veniva programmato con il sistema dello split reel, accorpato in un'unica bobina con un altro cortometraggio prodotto dalla Lubin, la comica Gus and the Anarchists.